# 울산 남구의 국회의원

## 행정구역 변천
- 1985년 7월 15일 울산시 남구 설치
- 1995년 1월 1일 울산시와 울산군을 통합 울산시 설치
- 1997년 7월 15일 울산광역시 남구

## 울산 남구의 역대 국회의원 일람
| 대수   | 이름           | 소속정당   | 임기                            | 선거구역                                                                            |
| ------ | -------------- | ---------- | ------------------------------- | ----------------------------------------------------------------------------------- |
| 제13대 | 심완구(沈完求) | 통일민주당 | 1988년 5월 30일~1992년 5월 29일 | 울산시 남구 일원                                                                    |
| 제14대 | 차수명(車秀明) | 통일국민당 | 1992년 5월 30일~1996년 5월 29일 | 울산시 남구 일원                                                                    |
| 제15대 | 차수명(車秀明) | 신한국당   | 1996년 5월 30일~2000년 5월 29일 | 울산시 남구 갑: 신정1동, 신정2동, 신정3동, 신정4동, 신정5동, 무거1동, 무거2동, 옥동 |
| 제15대 | 이규정(李圭正) | 통합민주당 | 1996년 5월 30일~2000년 5월 29일 | 울산시 남구 을: 달동, 삼산동, 야음1동, 야음2동, 야음3동, 선암동, 개운동, 장생포동   |
| 제16대 | 최병국(崔炳國) | 한나라당   | 2000년 5월 30일~2004년 5월 29일 | 남구 일원                                                                           |
| 제17대 | 최병국(崔炳國) | 한나라당   | 2004년 5월 30일~2008년 5월 29일 | 남구 갑: 신정1동, 신정2동, 신정3동, 신정4동, 신정5동, 무거1동, 무거2동, 옥동        |
| 제17대 | 김기현(金起炫) | 한나라당   | 2004년 5월 30일~2008년 5월 29일 | 남구 을: 달동, 삼산동, 야음1장생포동, 야음2동, 야음3동, 선암동                      |
| 제18대 | 최병국(崔炳國) | 한나라당   | 2008년 5월 30일~2012년 5월 29일 | 남구 갑: 신정1동, 신정2동, 신정3동, 신정4동, 신정5동, 삼호동, 무거동, 옥동          |
| 제18대 | 김기현(金起炫) | 한나라당   | 2008년 5월 30일~2012년 5월 29일 | 남구 을: 달동, 삼산동, 야음장생포동, 대현동, 수암동, 선암동                         |
| 제19대 | 이채익(李埰益) | 새누리당   | 2012년 5월 30일~2016년 5월 29일 | 남구 갑: 신정1동, 신정2동, 신정3동, 신정4동, 신정5동, 삼호동, 무거동, 옥동          |
| 제19대 | 김기현(金起炫) | 새누리당   | 2012년 5월 30일~2014년 5월 15일 | 남구 을: 달동, 삼산동, 야음장생포동, 대현동, 수암동, 선암동                         |
| 제19대 | 박맹우(朴孟雨) | 새누리당   | 2014년 7월 31일~2016년 5월 29일 | 남구 을: 달동, 삼산동, 야음장생포동, 대현동, 수암동, 선암동                         |
| 제20대 | 이채익(李埰益) | 새누리당   | 2016년 5월 30일~2020년 5월 29일 | 남구 갑: 신정1동, 신정2동, 신정3동, 신정4동, 신정5동, 삼호동, 무거동, 옥동          |
| 제20대 | 박맹우(朴孟雨) | 새누리당   | 2016년 5월 30일~2020년 5월 29일 | 남구 을: 달동, 삼산동, 야음장생포동, 대현동, 수암동, 선암동                         |
| 제21대 | 이채익(李埰益) | 미래통합당 | 2020년 5월 30일~2024년 5월 29일 | 남구 갑: 신정1동, 신정2동, 신정3동, 신정4동, 신정5동, 삼호동, 무거동, 옥동          |
| 제21대 | 김기현(金起炫) | 미래통합당 | 2020년 5월 30일~2024년 5월 29일 | 남구 을: 달동, 삼산동, 야음장생포동, 대현동, 수암동, 선암동                         |
| 제22대 | 김상욱(金相旭) | 국민의힘   | 2024년 5월 30일~                | 남구 갑: 신정1동, 신정2동, 신정3동, 신정4동, 신정5동, 삼호동, 무거동, 옥동          |
| 제22대 | 김기현(金起炫) | 국민의힘   | 2024년 5월 30일~                | 남구 을: 달동, 삼산동, 야음장생포동, 대현동, 수암동, 선암동                         |

## 같이 보기
- 울산 중구의 국회의원
- 울산 동구의 국회의원
- 울산 북구의 국회의원
- 울주군의 국회의원
- 남구 (울산 선거구)
- 남구 갑 (울산)
- 남구 을 (울산)